# Epizod II Rapnastyk
Epizod II: Rapnastyk – pierwsza legalna płyta Owala i zarazem pierwsza płyta wydana przez UMC Records. Album uważany jest za jeden z lepszych debiutów na polskiej scenie hip-hopowej. Producentem płyty jest Tabb. Muzyk również zmiksował oraz poddał masteringowi nagrania.

## Lista utworów
1. „Epizod II”
2. „Panta rhei”
3. „Przepraszam” gościnnie: 52 Dębiec (scratche: DJ Kostek)
4. „Kontrast” gościnnie: Ski Skład
5. „Rapnastyk”
6. „Retrospekcja”
7. „Różnie” (scratche: DJ Decks)
8. „Tego chcę” gościnnie: Dominika Nowak
9. „Pełen pokus” gościnnie: Mezo (scratche: DJ Kostek)
10. „Ostatnia w nocy”
11. „Tak już jest”
12. „Z serca” gościnnie: Szymon Fokt (scratche: DJ Decks)
13. „Pantha rei” (produkcja: Doniu)
14. „Jestem tu” gościnnie: Ascetoholix